# 麥可·富爾默
麥可·約瑟夫·富爾默（英語：Michael Joseph Fulmer，1993年3月15日—），為美國職棒大聯盟的投手，目前為自由球員，他先前曾效力於老虎、雙城與小熊等隊。他於2016年拿下美聯新人王，2017年入選明星賽。

## 職業生涯

### 底特律老虎
2011年美國職棒大聯盟選秀，大都會隊於第1輪44順位選進富爾默。2015年7月31日，大都會將富爾默和Luis Cessa交易至老虎隊換來約尼斯·塞佩達斯。

#### 2016年
這一年富爾默從3A出發，他在4月29日登上大聯盟。他在初登板主投5局送出4次三振失2分拿下勝投。5月21日，富爾默首次在老虎主場先發，他主投7局送出11次三振僅失1分。他成為球隊繼1979年的Pat Underwood後，第一位在單場送出11次三振的菜鳥投手。6月1日，他面對天使隊投出了6.2局的無安打。5天後，他再度投出6局無失分。他成為老虎隊史第一位連續3場先發投超過6局，但是都沒有失分，被安打數也不到3支的投手。
6月12日，富爾默面對洋基隊主投6局僅被擊出2安無失分，繼續將他的紀錄往前推進。6月17日，富爾默寫下了連33.1局無失分的紀錄，打破1967年由John Hiller設下的連續28.2局無失分的隊史菜鳥紀錄。7月1日，富爾默成為隊史自1913年以來，第一位連續8場先發失分在1分以下的投手。
8月14日，富爾默面對遊騎兵成功拿下生涯首次完投完封勝。該年他拿下11勝7敗，防禦率3.06，132次三振。這一年他被The Sporting News評為美聯最佳新秀。他在新人王票選中30張第一名選票拿下26張，強勢奪下美聯新人王寶座。

#### 2017年
該年上半季，富爾默投出9勝6敗，防禦率3.19，以及13次優質先發。這也使得他首次入選明星賽。8月3日，他因為右手尺骨神經炎而進入傷兵名單。他在8月14日經過MRI斷層掃描後回歸球場。9月11日，球隊宣布富爾默因為要動尺骨手術而讓球季提前結束。由於傷勢困擾，因此他下半季投得並不好。該年他拿下10勝12敗，防禦率3.83，114次三振。

#### 2018年
這一年上半季，富爾默投得很掙扎。他只拿下3勝9敗，防禦率4.50。7月20日，他又因為左斜肌緊繃而進入10天傷兵名單。9月15日，他先發只投了5顆球，沒有抓下任何一個出局數，還被擊出一發2分砲後因傷退場。這也是他該季最後一次先發。該年他只拿下3勝12敗，防禦率高達4.69，110次三振。

#### 2019年
2月15日，老虎隊與富爾默簽下1年280萬美元的合約。3月19日，由於先前富爾默在牛棚投手時受傷，所以球隊建議他動湯米·約翰手術，可能造成球季報銷。隔日富爾默也親自回應他會因為動手術而缺席整個賽季。

## 個人生活
富爾默於2016年1月結婚。而他在休賽季還會擔任水管工的助理。

## 外部連結
- 球員資訊和成績在MLB，ESPN，Baseball-Reference，Fangraphs（英文）
- 麥可·富爾默的X（前Twitter）
- 麥可·富爾默在台灣棒球維基館上的頁面（繁體中文）